# Christian Ilić
Christian Ilić (ur. 22 lipca 1996 w Friesach) – chorwacki piłkarz, grający na pozycji środkowego pomocnika. Od 1 lipca 2022 roku wolny zawodnik.

## Klub

### Początki
Zaczynał karierę w WSV St. Lambrecht, gdzie dołączył w 2001 roku. W 2010 roku zmienił barwy na SVU Murau. Jego pierwszym seniorskim klubem również był WSV, gdzie trafił ponownie po roku gry w Murau. W 2012 roku trafił w SC Weiz II, gdzie grał przez dwa lata.

### TSV Hartberg
1 września 2014 roku został zawodnikiem TSV Hartberg. W tym zespole zadebiutował 12 września 2014 roku w meczu przeciwko SKN St. Pölten (1:0 dla TSV). Wszedł na boisko w 86. minucie, zastąpił Miodraga Vukaljovicia. Pierwszą asystę zaliczył 6 kwietnia 2018 roku w meczu przeciwko Austrii Lustenau (0:4). Asystował przy golu Dario Tadicia w 91. minucie. Pierwszego gola strzelił 1 grudnia 2018 roku w meczu przeciwko LASK Linz (3:3). Do siatki rywali trafił w 32. minucie. Łącznie zagrał 39 spotkań, w których strzelił 2 gole i raz asystował.

### Motherwell F.C.
12 lipca 2019 roku trafił do Motherwell F.C. W szkockim zespole zadebiutował 3 sierpnia 2019 roku w meczu przeciwko Livingston F.C. (0:0). Grał całą pierwszą połowę. Łącznie rozegrał 9 spotkań.

### Łokomotiw Płowdiw
21 sierpnia 2020 roku został zawodnikiem Łokomotiwu Płowdiw. W Bułgarii zadebiutował jeszcze tego samego dnia w meczu przeciwko Sławii Sofia (0:2 dla Płowidu). Na boisko wszedł w 75. minucie, zastępując Antego Aralicę. Pierwszego gola strzelił 4 października 2020 roku w meczu przeciwko Beroe Stara Zagora (1:3 dla Łokomotiwu). Do siatki trafił w 64. minucie. Pierwszą asystę zaliczył 12 marca 2021 roku w meczu przeciwko Beroe Stara Zagora (1:1). Asystował przy golu Parwizdżona Umarbajewa w 77. minucie. Łącznie rozegrał 26 spotkań, w których strzelił 4 gole i miał 2 asysty.

### Krywbas Krzywy Róg
6 października 2021 roku dołączył do Krywbasa Krzywy Róg. Na Ukrainie zadebiutował tego samego dnia w meczu przeciwko Wołyniowi Łuck (2:1 dla zespołu z Krzywego Rogu). Został zmieniony w przerwie. Pierwszego gola i asystę strzelił i zaliczył 5 listopada 2021 w meczu przeciwko Nywie Tarnopol (1:2 dla Krywbasu). Asystował przy golu w 10. minucie, zaś sam do siatki trafił w 59. minucie. Łącznie zagrał 9 spotkań, w których strzelił jedną bramkę i trzykrotnie asystował.